# イーグル・プレミア
イーグル・プレミア（Eagle Premier）は、アメリカン・モーターズ社（AMC）とルノー社の協業により開発された 乗用車である。この車は1987年にAMC社がクライスラー社に買収された後クライスラー社に引き継がれ1988年モデルから1992年モデルとして販売された。イーグル・プレミアは1990年から1992年の期間にダッジ・モナコ（Dodge Monaco）として、その他の地域では「クライスラー・プレミア」としても販売された。

## 設計
AMCと1979年以来同社の主要株主であったルノー社は1982年にコードネーム X58というフルサイズの前輪駆動乗用車の開発を始めた。AMCの車種展開は1930年代以来伝統的にナッシュ（Nash）とAMC・アンバサダー（AMC Ambassador）で占められており、この車は同社が販売するものとしては1974年以来初の大型車であった。
プレミア用に全く新規のシャーシを開発するよりもルノー・25のモノコックを基礎にして新しい車に仕立て上げた。全長、全幅、全高の全てを引き伸ばすことにより同時代の他車よりも大きな室内空間を確保していた。外装デザインはAMC自体のデザイン部門やその他のデザイン会社の案を抑えてジョルジェット・ジウジアーロのイタルデザインのものが採用された。ボディの抗力係数（Cd値）は0.31であり、空力を考慮したスタイリングでよく知られる1986年モデルのフォード・トーラスより幾分低い値であった。サスペンションは前輪がマクファーソン・ストラットで、後輪には各輪に2本のトーションバー・スプリングを備えた新しいものであった。スタビライザー・バーは前後輪に付いていた。
内装はディック・ティーグ（Dick Teague）に率いられたAMCの社内デザイナーによる全く新しいもので当時としてはユニークなものであった。空調の調節は通常とは異なる上下方向へ動くボタンで空調のモードを変更すると一列の光がその状態を表示した。これらのコントロールは全てステアリングコラム右側のビナクル（binnacle）に集められており、コラム左側のビナクルにはライトをコントロールするスイッチがまとめられていた。
プレミアでは2種類のエンジンが選択でき、ルノー・25のフランス製4気筒エンジンの代わりに最低グレードのプレミアLXは標準の2.5 L AMC製4気筒エンジン（AMC Straight-4 engine）を搭載していた。電子制御の燃料噴射装置を備えて最高出力は4750 rpmで111 hpと2500 rpmで142 lbf-ftを発生し、ルノー社とフォルクスワーゲン社が共同開発した電子制御4速オートマチックトランスミッション（AT）が組み合わされた。LXにはオプションでESには標準で最高出力が150 hpと171 lbf-ftを発生するマルチポート燃料噴射装置付き3.0 Lの有名なプジョー-ルノー-ボルボ製 V6 エンジン（PRV engine）を搭載していた。メーカーの公式値では60 mph（96 km/h）までの加速は4気筒車で11.5秒、6気筒車で10.0秒であった。
北米で販売するためにAMCと共同開発した他の車（アライアンス：Alliance、とアンコール：Encore）と同じようにイーグル・プレミアは当初ルノー・プレミアと呼ばれていた（1988年初めに工場から出荷された車にはルノーのバッジが付けられていた）。プレミアは、他に4ドア・ワゴンとルノー・アリュール（Renault Allure）という名称の２ドア・クーペという3種類のボディ型式を持つシリーズ中で最初の車であったが、クライスラー社がAMCをルノーから買い取った後でワゴンとクーペは5速マニュアルトランスミッション（MT）付で計画されていたプレミア DLと共にキャンセルされた。ルノー・プレミアは、AMC最後の製品であるAMC・イーグル由来の新しい名称のブランドのイーグル・プレミアに改称された。
LXの内装は標準で6人乗りであり、前後ともにベンチシートを備え、標準の4速ATはコラムシフトで操作された。ESは5人乗りで前席はベンチシートの替わりにバケットシートを備えていた。このバケットシートはLXではオプションで、フロアシフトはLXでもESでもオプションであった。
1990年に実質的にプレミアのエンジンは換装された。全ての電気システムはオリジナルのレニックス（Renix）・システムよりも信頼性に富むクライスラー標準のものに替えられた。外装は僅かに変更された結果、前部フェンダーの「 design giugiaro 」のバッジは外された。（不人気の）4気筒エンジン搭載モデルは公式に廃止され、残されたV6エンジンのみが選択できた。ESとはボディと同色にされたサイドモールなどが異なるリミテッド（Limited）モデルが追加された。

## その後
当時、プレミアは米国市場で購入できる最もスポーティな（接地性や応答追随性という面で）セダンの内の1台とみなされていた。4輪完全独立懸架はより良い乗り心地とハンドリング特性を実現しており、ラック・アンド・ピニオン式の操舵機構もこれに貢献していた。プレミアに於いて達成された技術レベルはAMCやクライスラー社で生産されたセダンの中で最も洗練されたものであったと論じられる。
クライスラー社はプレミアを適切な市場に投入せずに想定した市場を混乱させたという評価が論じられている。ESはアウディ・5000（米国版のアウディ・100）、アキュラ・レジェンド（米国版のホンダ・レジェンド）やその他の同クラスの‘輸入車’セダンと直接競合する一方で、LXはフォード・トーラスやGMのA-ボディ・カー（GM A-body）と競合する1段下のクラスを目指していた。プレミアとイーグル・メダリオンについて後のクライスラー社の副社長ボブ・ラッツは“販売不能（unsellable）”と評した。
プレミアは、AMCとルノー社の技術の多くをクライスラー社が買収した後の車にも残した。例えば、1988年モデルの生産分全てがAMC様式の車両識別番号を付けており、生産終了まで使用された多くの部品にAMCのロゴが付けられていた。
ダッジ・モナコ（Dodge Monaco）というバッジを付け替えたモデルの導入は、AMCがルノー社と交えた契約の条項中の5年間に260,000基のPRVエンジンを購入するという契約義務に従った結果であった。モナコの販売は惨めなものでプレミア共々1992年モデルはキャンセルされた。プレミアの販売が振るわなかったのは販売を担当していたジープ＝イーグル（Jeep-Eagle）のディーラーが好調な販売でより利益率の良いジープ車を売ることに熱心であったことが原因であった。その上、最終的にはジープ＝イーグルとクライスラー＝プリムス（Chrysler-Plymouth）という2つのディーラー網は会社の長期の目標としてイーグル・ブランドを段階的に廃止することをクライスラー社に要求した。139,051台のプレミアとモナコがブラマリー工場で生産された。クライスラー社はルノー社から購入しなかったV6エンジンの分の違約金を支払ったと報じられた。
この車は当時としては非常に先進的であると考えられる特徴を持っていた。しかし、多くの車がその販売期間中にこの車の大きな欠陥であることが判明した電気系統の問題に悩まされた。様々な機械的な問題、特に信頼性に欠けるトランスミッションとしばしばオーバーヒートするV6エンジンも非難された。こういったことにもかかわらず、この車はなおデザインと技術的な特徴という面で先端をいっていると見られていた。
新しい高度に先進的な工場（ブラマリー工場：Bramalea Assemblyと呼ばれた）がオンタリオ州、ブランプトンの既存のAMC工場近くに建設された。この至高の技術（state of the art）を注入した工場は1986年に稼動を始め、クライスラー社に利益をもたらしたAMCの資産の一つであった。この工場は買収された後にブランプトン工場と改名された。ブラマリー工場は、1992年の秋にデビューしたプレミアの後継車のイーグル・ビジョンを含むクライスラー・LHカー用に改装された。
プレミアはLHプラットフォームの設計上の特徴に多くの影響を与えた。元AMC社の生産技術・開発担当の副社長だったフランソワ・キャスタン（François Castaing）が1988年にクライスラー社の車両技術担当の副社長になった結果、プレミアが新しいLHカーの出発点となった。キャブフォワード（cab forward）のスタイリングは全く異なっていたが、LHカーのエンジンはプレミアと同様に縦置きエンジン配置を採っておりクライスラー社が製造していた他の前輪駆動車とは似てはいなかった。LHプラットフォームに装着されたトランスミッションのA606型も4気筒エンジンのプレミアが搭載していた電子制御ATと設計上は酷似していた。プレミアのボディはLHカー試作車の偽装車両（development mule）に載せられ、LHカーの走行機構がテストされた。